# Jack și vrejul de fasole (film din 1952)
Jack and the Beanstalk (titlul original: în engleză Jack and the Beanstalk) este un film de comedie american din 1952 regizat de Jean Yabrough. În rolurile principale joacă actorii Bud Abbott și Lou Costello.

## Distribuție
- Bud Abbott — Mr. Dinkle/Mr. Dinklepuss
- Lou Costello — Jack/Jack Strong
- Dorothy Ford — Polly/The housekeeper/Receptionist
- Buddy Baer — The Giant/Sgt. Riley
- Shaye Cogan — Eloise Larkin/The Princess/Darlene
- David Stollery — Donald Larkin
- James Alexander — Arthur/The Princess
- Barabara Brown — Mrs. Strong
- William Farnum — The King
- Mel Blanc — Farm Animals
- Arthur Shields — Patrick the Harp
- Johnny Conard și Johnny Conard Dancers